# 3405 Daiwensai
3405 Daiwensai eller 1964 UQ är en asteroid i huvudbältet som upptäcktes den 30 oktober 1964 av Purple Mountain-observatoriet i Nanjing, Kina. Den är uppkallad efter astronomen Wen-Sai Dai.
Asteroiden har en diameter på ungefär 24 kilometer.